# Manu Chao
Manu Chao (născut José-Manuel Thomas Arthur Chao pe 21 iunie, 1961 în Paris, Franța) este un cântăreț francez.

## Viața
Trecut prin nenumărate genuri muzicale, Manu cântă în franceză, engleză, spaniolă, catalană, portugheză, galiciană, arabă și wolof.
Părinții săi sunt originari din Nordul Spaniei: mama - din Bilbao, Țara Bascilor, iar tatăl din Lugo, Galicia. Cei doi au emigrat în Franța, unde s-a născut Manu.
Pe numele său adevărat Jose-Manuel Thomas Arthur Chao, artistul a venit pe lume la 21 iunie 1961, la Paris. Manu, împreună cu frații săi, au crescut  într-o suburbie a Parisului, înconjurați de artiști și intelectuali, prieteni ai tatălui lor. Copilărind într-un mediu cultural foarte divers, personalitatea lui Manu a fost influențată în mod pozitiv, ceea ce a determinat mai târziu mixtura de sound-uri din muzica sa. Muzica lui Manu Chao are numeroase influențe: rock, șansonetă, salsa, reggae, ska și raï (stil algerian).

## Debutul în muzică
Ca adolescent, artistul a cântat în mai multe trupe și a fost influențat atât de originile sale latine, cât și de rock-ul britanic. După câteva experiențe nereușite, a înființat, împreună cu fratele (Antoine) și vărul său (Santiago Cassariego) trupa Mano Negra (’87),  intitulată astfel după numele unei organizații anarhiste care opera în Spania. Formația are succes și, încă de la primul album, Mano Negra semnează un contract cu Virgin Records. Stilul multicultural și, în același timp, repertoriul în mai multe limbi de circulație internațională au făcut ca Mano Negra să fie primită la fel de bine în Europa, Africa de Nord sau America Latină.
Mano Negra a scos pe piață cinci albume, însă, la sfârșitul anilor ’90, Manu a părăsit trupa. După o cruntă depresie și câteva călătorii prin întreaga lume, artistul a lansat, în ’98, sub numele de Manu Chao, primul material discografic solo, „Clandestino“. Albumul a avut un real succes, iar piese ca „Bongo Bong“, „Mentira“ sau „Mama Call“ au ajuns în topuri. „Clandestino“ conține 16 piese - un amestec de reggae, rock, rumba și ritmuri braziliene, care a creat „marca înregistrată“ Manu Chao. Vândut în peste trei milioane de copii, discul a avut succes atât în Europa, cât și în America de Sud.

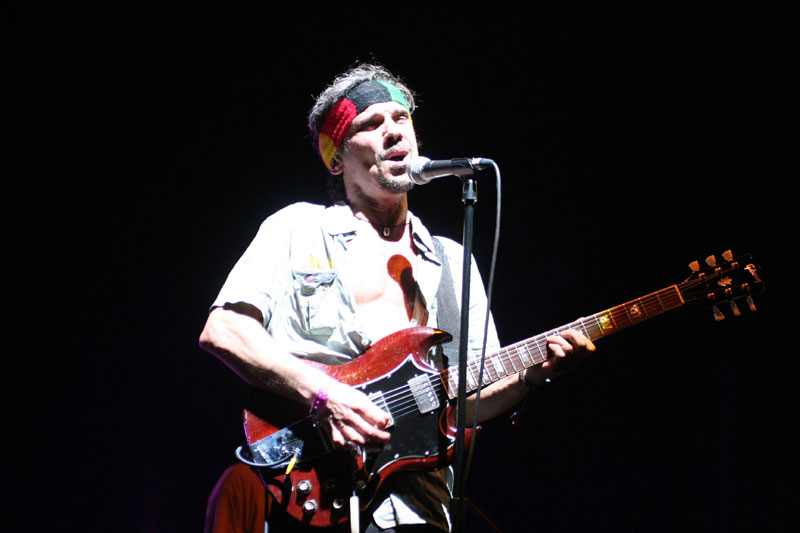
Manu Chao la Festival de Coachella-2007

## Albume
„Proxima estacion... Esperanza“ este cel de al doilea album. Lansat în 2001, el conține 17 piese în stilul inconfundabil Manu Chao. Printre hituri se află piesele „Me gustas tu“, „Mr. Bobby“ și „Merry Blues“. Un an mai târziu, solistul și-a început colaborarea cu Radio Bemba, formație alături de care continuă să cânte și în prezent. Stilul practicat de Radio Bemba (nume pe care îl foloseau revoluționarii cubanezi pentru a se referi la „telefonul fără fir“), alert, apropiat de cel al trupei Mano Negra, în care Manu Chao a fost solist din 1987 până în 1995, l-a influențat pe artist, multe dintre hiturile sale fiind reluate într-o nouă formulă. În 2002, apare și „Radio Bemba Sound System“, album ce conține piesele din „Proxima estacion... Esperanza“ și „Clandestino“, prestate în turneu.
În 2004, cartea-disc „Siberie m’etait contee“, apărută în ediție limitată - 150.000 de exemplare - a fost ilustrată de Jacek Wozniak, același care semnează și partea grafică pentru „La Radiolina“. Acesta a fost și singurul disc exclusiv în limba franceză, rețeta lui mergând, de regulă, pe alternarea pieselor cântate în engleză cu cele în franceză, spaniolă sau portugheză.

## Albume solo
- Clandestino (1998) - Virgin Records
- Próxima Estación: Esperanza (2001) - Virgin Records
- Radio Bemba Sound System (album live) (2002) Virgin Records
- Sibérie m'était contée (2004)
- La Radiolina (2007) (K-tel Industry)